# Neobesseya notesteinii
Neobesseya notesteinii là một loài thực vật có hoa trong họ Cactaceae. Loài này được (Britton) Britton & Rose mô tả khoa học đầu tiên năm 1923.